# Simon Bruté de Rémur
Simon Guillaume Gabriel Bruté de Rémur, né le 20 mars 1779 à Rennes, mort le 26 juin 1839 à Vincennes (Indiana), est un missionnaire français qui fut évêque aux États-Unis.

## Biographie
Il était fils de Simon-Guillaume-Gabriel Bruté de Rémur et de Jeanne-Renée Le Saulnier du Vauhello, alors veuve de l'imprimeur François Vatar, dans l'atelier duquel il travailla jeune avec sa mère. Il a étudié ensuite la médecine, sans l'exercer.
Il rencontre les frères Félicité et Jean-Marie de La Mennais au séminaire de Saint-Sulpice de Paris, devient prêtre le 11 juin 1808 et enseigne la théologie pendant deux ans.
Il traverse l'Atlantique et enseigne pendant deux ans la philosophie à Baltimore et à Emmitsburg. En 1815, il est nommé président du Collège Sainte-Marie de Baltimore, jusqu'en 1826 quand le collège cessa de dépendre des Prêtres de Saint-Sulpice ; néanmoins, il resta actif dans le Maryland jusqu'en 1834, quand il est nommé premier évêque de Vincennes. Pour répondre partiellement aux besoins de son diocèse s'étendant sur l'ensemble de l'Indiana et dans l'est de l'Illinois, il fit venir des prêtres et des fonds de France.
En 1869, afin d'écrire sa biographie, Dom Paul Jausions, neveu et restaurateur du chant grégorien, vint à Vincennes. Toutefois, avant de rentrer en France, il y décéda l'année suivante.

## Hommage
En Bretagne, au moins trois rues portent son nom, notamment à Rennes.